# Natas (рачунарски вирус)
Natas (од енгл. satan, читано уназад, што значи сатана, ђаво) је рачунарски вирус написан од стране Џејмса Џентајла, тада 18-годишњег хакера из Сан Дијега, Калифорнија, чији је надимак прво био „Little Loc“ а потом и „Priest“ (енгл. свештеник).
Natas је невидљиви вирус који се угњежђује у меморији а притом је и јако полиморфичан.. По први пут је регистрован у Мексико Ситију, маја 1994, када је био ширен путем заражених флопи дискова. Убрзо је постао веома проширен у Мексику и југозападном делу САД.
Вирус се такође проширио на другу страну земље, заражавајући рачунаре америчке тајне службе, што је узроковало пад њихових мрежа у периоду од око три дана. Ово је резултовало истрагом и испитивањем „Priest“-а. Сумњало се да су владини рачунари били главна мета вируса, што се показало неистинитим.